# Наш Красноярский край
«Наш Красноярский край» — краевая государственная газета Красноярского края, учредители — губернатор Красноярского края, Законодательное собрание Красноярского края, Агентство печати и массовых коммуникаций Красноярского края. Выходит с 1 июля 2008 года. В настоящее время издается КГАУ «Редакция газеты „Наш Красноярский край“», выходит два раза в неделю.

## Основная тематика
Краевая государственная газета «Наш Красноярский край» (НКК) — периодическое издание общественно-политического характера.
Основное содержание газеты составляют новостные и аналитические материалы, посвященные региональным событиям; справочная информация, разъясняющая права и обязанности граждан, а также тонкости федерального и краевого законодательства; краеведческие материалы. Также в издании публикуются очерки о жителях Красноярского края или людях, судьба которых связана с регионом.
Кроме того, газета является официальным органом для опубликования нормативно-правовых актов правительства и Законодательного собрания края.

## Периодичность
Газета выходит два раза в неделю. Дни выхода — среда и пятница.
В выпуске по средам публикуются нормативно-правовые акты правительства и Законодательного собрания края.
Выпуск по пятницам содержит, в основном, редакционные материалы.

## Главные редакторы газеты
- Синищук Александр Максимович — с 1 июля 2008 года по август 2009 года.
- Чанчикова Юлия Тимуровна — с августа 2009 года по март 2012 года.
- Копыловская Галина Карловна — с марта 2012 года по январь 2017 года.
- Акентьева Инесса Геннадьевна — с октября 2017 года по настоящее время.